# Richard Crawshay (szermierz)
Richard Oakes Crawshay (ur. 12 kwietnia 1882 w Kensington, zm. 31 stycznia 1953 w Clarens) – brytyjski szermierz.
Pochodził z bogatej rodziny przemysłowców walijskich. Był potomkiem Richarda Crawshaya, właściciela hut żelaza. Mieszkał w Wielkiej Brytanii, Francji i Szwajcarii.
Wystąpił na igrzyskach olimpijskich w 1912 w Sztokholmie, gdzie zajął 5.–6. miejsce w turnieju drużynowym szablistów.